# سوگویپو
سوگْویپو (به کره‌ای: 서귀포) یک منطقهٔ مسکونی در کره جنوبی است که در استان ججو واقع شده‌است. سوگویپو ۸۷۰٫۶۸ کیلومتر مربع مساحت و ۱۵۵٬۶۹۱ نفر جمعیت دارد.